# La Nou de Berguedà
La Nou de Berguedà är en kommun i Spanien.   Den ligger i provinsen Província de Barcelona och regionen Katalonien, i den östra delen av landet, 500 km öster om huvudstaden Madrid. Antalet invånare är 153. Arean är 25,0 kvadratkilometer. La Nou de Berguedà gränsar till Sant Julià de Cerdanyola, Castell de l'Areny, Vilada, Cercs och Guardiola de Berguedà. 
Terrängen i La Nou de Berguedà är lite bergig.